# Calluga rufifascia
Calluga rufifascia là một loài bướm đêm trong họ Geometridae.